# Irving Rapper
Irving Rapper, född 16 januari 1898 i London, död 20 december 1999 i Woodland Hills i Kalifornien, var en brittiskfödd amerikansk filmregissör. Rapper är främst känd som regissör till fyra filmer med Bette Davis i huvudrollen, där Under nya stjärnor från 1942 är mest berömd.

## Filmografi i urval
- 1941 – Shining Victory
- 1941 – En bit av himlen
- 1942 – Under nya stjärnor
- 1942 – Kvinnohjärtan på villovägar
- 1945 – Nya skördar
- 1945 – Rhapsody in Blue
- 1946 – Den vita lögnen
- 1947 – Han stannade över natten
- 1949 – Bruden från hamnen
- 1950 – Glasmenageriet
- 1951 – Utan samvete
- 1953 – Den pikanta åldern
- 1958 – Leka med elden